# 盧若克 (切爾尼夫齊區)
48°34′35″N 28°6′31″E / 48.57639°N 28.10861°E
盧若克（烏克蘭語：Лужок）是位於烏克蘭西南部的村莊，由文尼察州裡莫希利夫-波季利斯基区的切爾尼夫齊市鎮負責管轄。該村始建於1400年，面積1.9平方公里，海拔高度176米，2001年人口417，人口密度每平方公里219.94人。